# أتو أغوستين
أتو أغوستين (بالتاغالوغية: Ato Agustin) مواليد 1 أغسطس 1963 في بامبانغا، الفلبين، هو مدرب كرة سلة فلبيني ولاعب معتزل. بدأ مسيرته الاحترافية في سنة 1989. يدرب سان ميغيل بيرمن في الرابطة الفلبينية لكرة السلة. مثّل منتخب بلاده. اعتزل اللعب في 2001.